# Christine Hoba
Christine Hoba (* 1961 in Magdeburg) ist eine deutsche Buch- und Hörspielautorin.

## Leben
Sie lebt seit 1979 in Halle. Nach einem Studium der Chemie absolvierte sie die Ausbildung zur Buchhändlerin und Bibliotheksassistentin. Sie ist Mutter einer Tochter. Zurzeit Arbeit in einer wissenschaftlichen Bibliothek. Seit 2001 ist sie Mitglied des Förderkreises der Schriftsteller in Sachsen-Anhalt sowie im Halleschen Dichterkreis. Arbeitsgebiete: Lyrik, Prosa, Kinderliteratur. Seit 2017 ist Hoba Mitglied im PEN-Zentrum Deutschland.

## Auszeichnungen
- 2002 MDR-Literaturpreis
- 2003 Anerkennungsurkunde der Frau Ava Gesellschaft für Literatur
- 2006 Arbeitsstipendium der Kunststiftung Sachsen-Anhalt
- 2010/2011 Stadtschreiber von Halle (Saale)
- 2013 Aufenthaltsstipendium im Künstlerhaus Lukas, Ahrenshoop
- 2015 Arbeitsstipendium der Kunststiftung Sachsen-Anhalt
- 2020 Aufenthaltsstipendium im Künstler- und Stipendiatenhaus Salzwedel

## Werke
- Das Rad, Kurzhörspiel, Rundfunk der DDR, Erstsendung 1989
- Die Salzstadt, Kinderbuch, Mitteldeutscher Verlag, Halle 1999
- Spiegelkabinett, Prosa, Verlag Janos Stekovics, Halle, 2001
- die metallenen reste von engeln, Gedichte, originalgraphisches Buch mit Holzschnitten von Andreas Kramer, Berlin/Venedig, 2001
- Im Lufthaus, Gedichte, Mitteldeutscher Verlag, Halle, 2005
- Die Abwesenheit: eine Nachforschung, Roman, Mitteldeutscher Verlag, Halle, 2006
- Rabea und die Windreisenden, Hörspiel für Kinder, (Uraufführung, 2. Eisbrechertage, Halle, 2010)
- Die Waldgängerinnen, Roman, Mitteldeutscher Verlag, Halle, Herbst 2010
- Dummer August und Kolumbine, Gedichte, gemeinsam mit Christian Kreis, Fixpoetry.Verlag, Hamburg, 2012
- Die Nelkenfalle, Roman, Mitteldeutscher Verlag, Halle, Dez. 2012
- Der Ton der Glocken über dem Meer: kleine phantastische Erzählungen, Mitteldeutscher Verlag, Halle, 2014
- Schräger Regen, Roman, Mitteldeutscher Verlag, Halle, 2020
- Papierkokons. Gedichte, Dr. Ziethen Verlag, Oschersleben, 2025, ISBN 978-3-86289-241-9

### Anthologien und Literaturzeitschriften (Auswahl)
- Michael Hametner (Hg.). Antigones Bruder, Faber & Faber, Leipzig, 2003
- Ralph Grüneberger (Hg.)/Gesellschaft für zeitgenössische Lyrik. Poesiealbum neu. Ausgaben 1/2009, 1/2012.
- Doris Allhutter (Hg.). Streuungsmuster, Promedia, Wien, 2014